# Villatorres
Villatorres ist eine südspanische Gemeinde (municipio) mit 4.267 Einwohnern (Stand: 2024) im Westen der Provinz Jaén in der Autonomen Gemeinschaft Andalusien.
Die Gemeinde wurde 1975 aus den bis dahin eigenständigen Kommunen und heutigen Ortsteilen Villargordo, Torrequebradilla und Vados de Torralba. der Verwaltungssitz befindet sich in Torrequebradilla.

## Lage und Klima
Villatorres liegt gut 18 Kilometer (Fahrtstrecke) nordnordöstlich vom Stadtzentrum von Jaén in einer Höhe von ca. 345 m. Den Nordrand der Gemeinde bildet der Río Guadalquivir.

## Bevölkerungsentwicklung
| Jahr      | 1980  | 1990  | 2000  | 2010  | 2020  |
| Einwohner | 3.908 | 3.889 | 4.225 | 4.498 | 4.342 |

## Sehenswürdigkeiten
- Kirche Mariä Himmelfahrt (Iglesia de Nuestra Señora de la Asunción) in Villagordo
- Franziskuskirche (Iglesia de San Francisco de Paula)
- Kirche von Vados de Torralba
- Annenkapelle in Villagordo
- Museum Cerezo Moreno

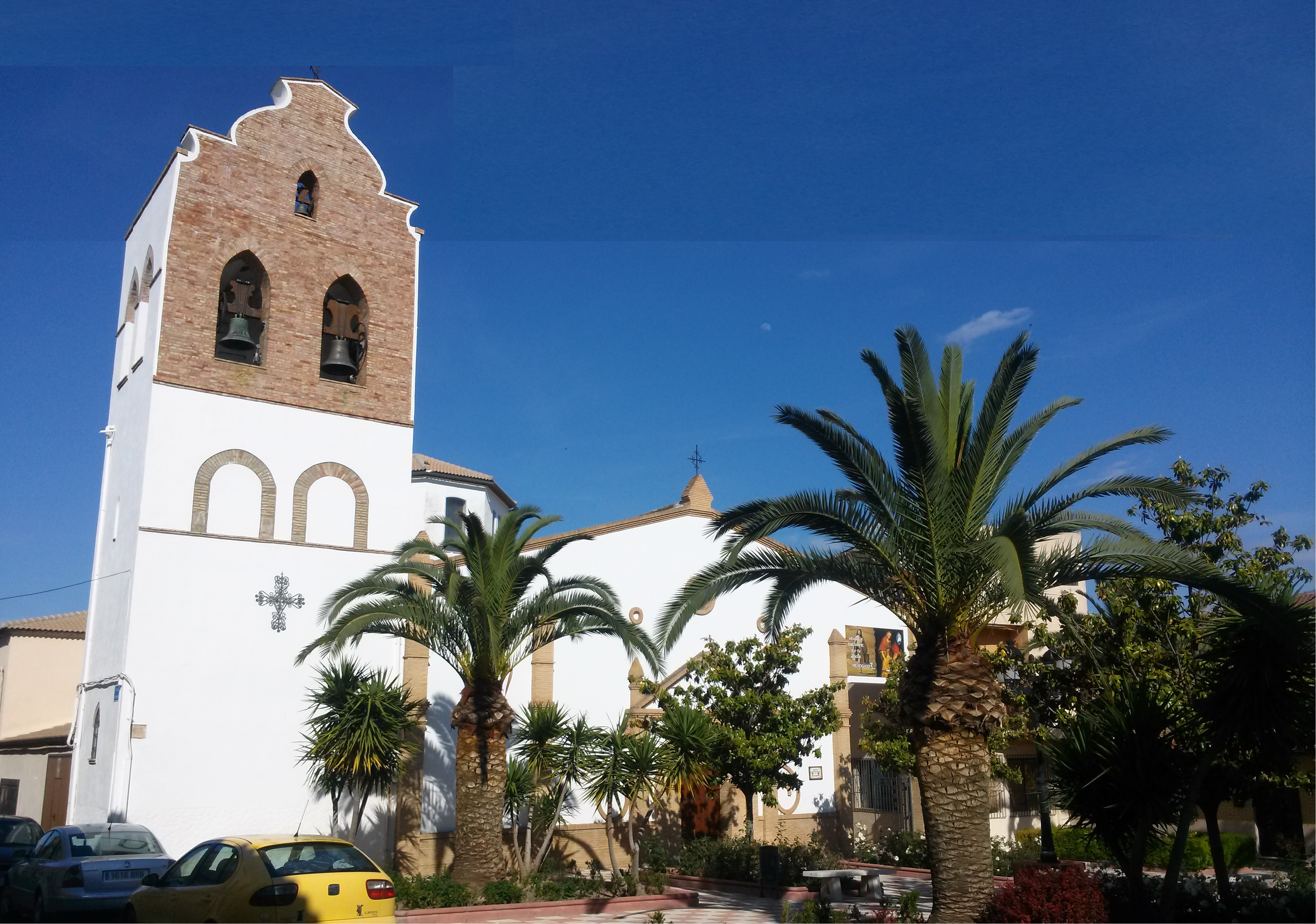
Kirche Mariä Himmelfahrt
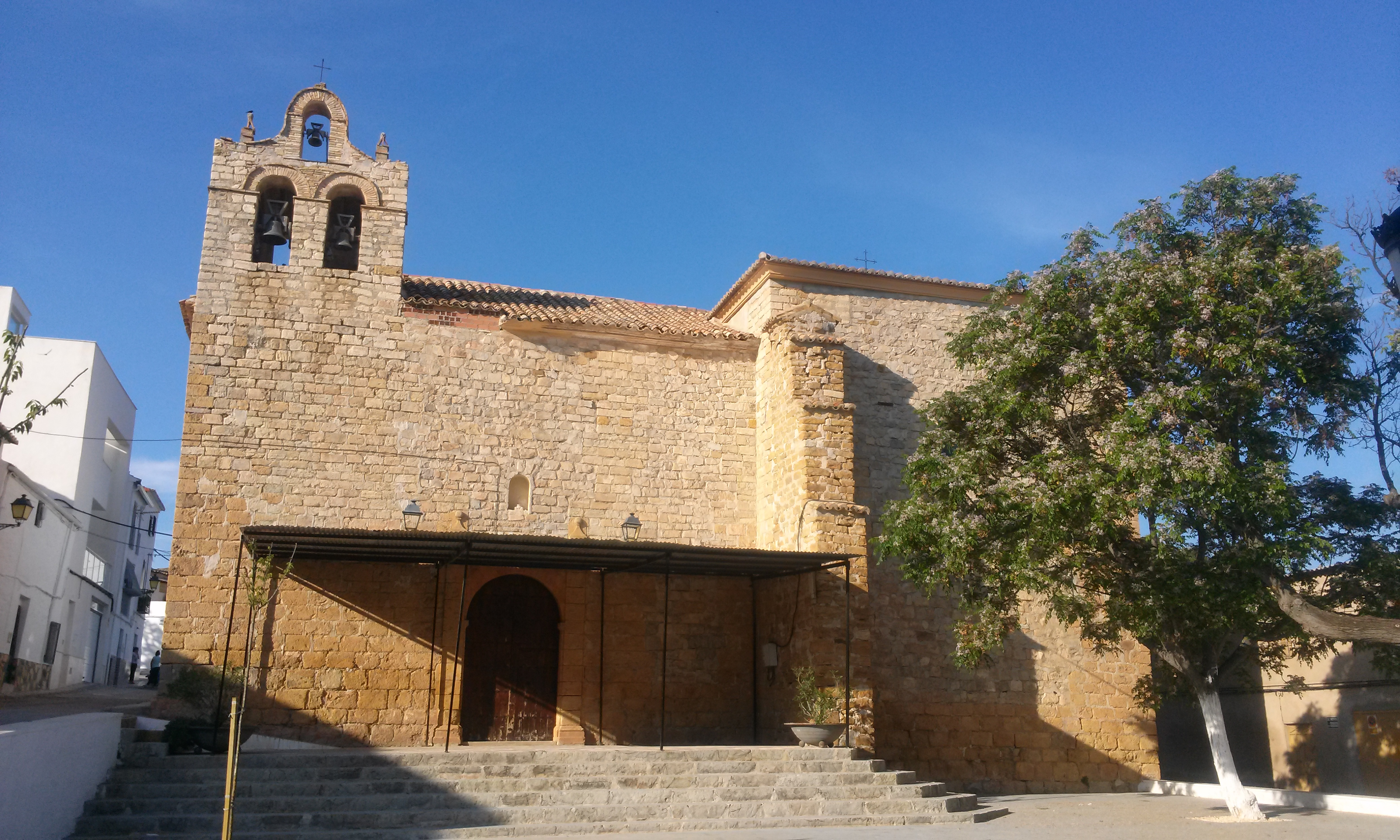
Franziskuskirche
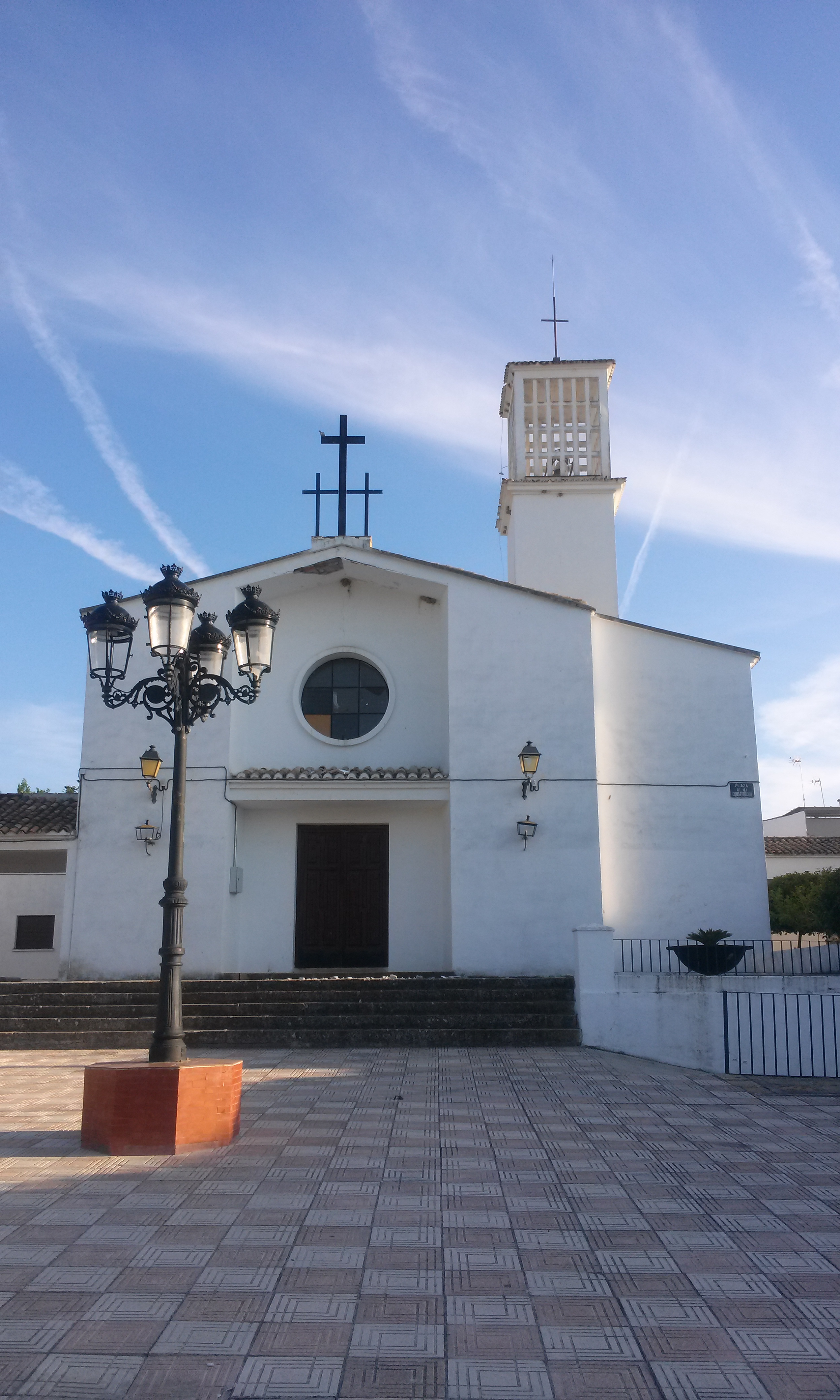
Kirche von Vados de Torralba
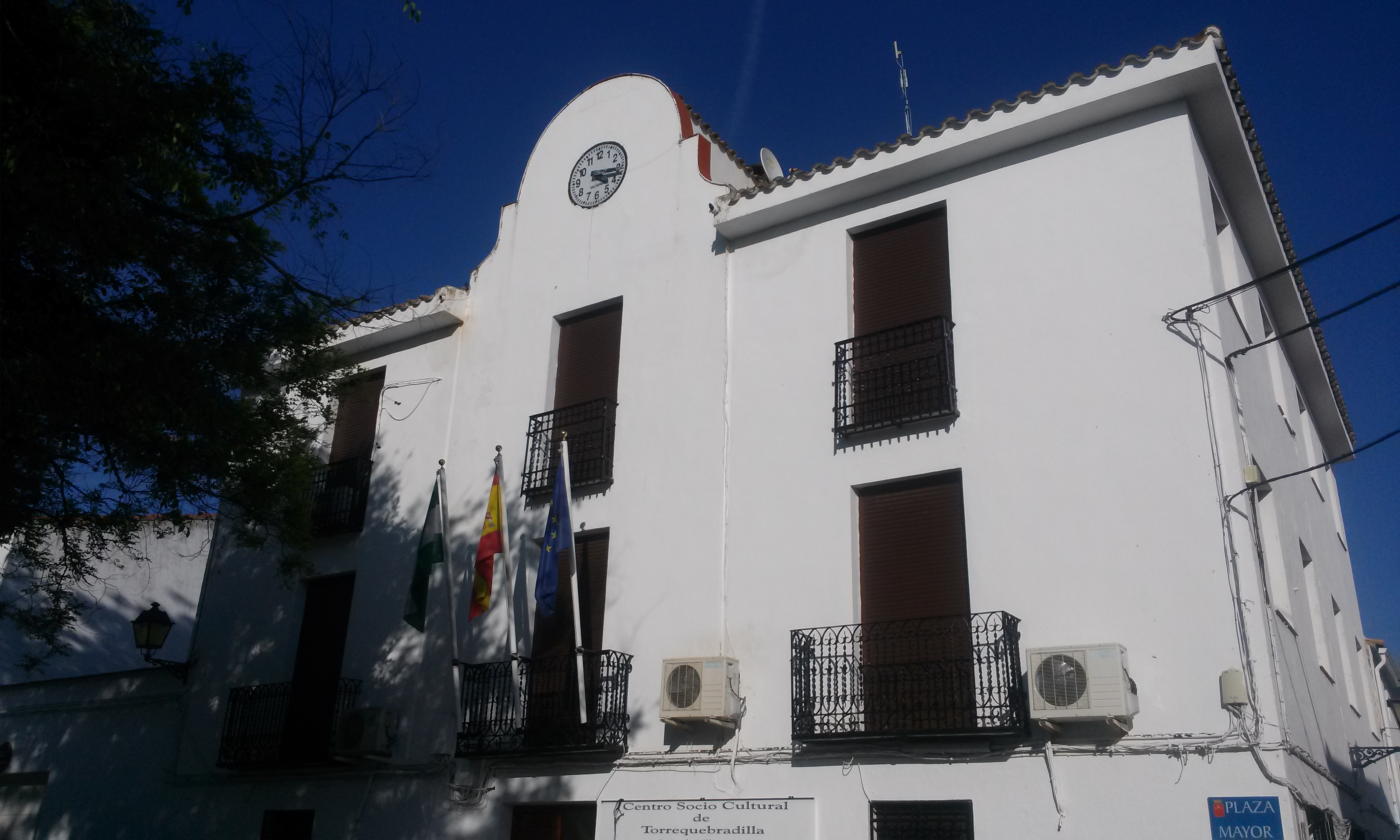
Rathaus

## Persönlichkeiten
- Francisco Cerezo Moreno (1919–2006), Maler und Restaurator